# August Wessels
August Wessels (* 28. April 1870 in Oldenburg; † 3. November 1952 in Westheim bei Augsburg) war ein deutscher Schuhmacher und Unternehmer. 

## Leben
Wessels gründete 1895 eine Schuhfabrik in Augsburg-Oberhausen. 1898 ließ er einen Fabrikneubau an der damaligen Feldstraße bauen, 1903 wurde das Unternehmen in eine GmbH überführt. Wessels produzierte vor allem Sandalen, Leinen- und Sportschuhe. Die Straße, an der die Fabrik liegt, ist heute nach August Wessels benannt.

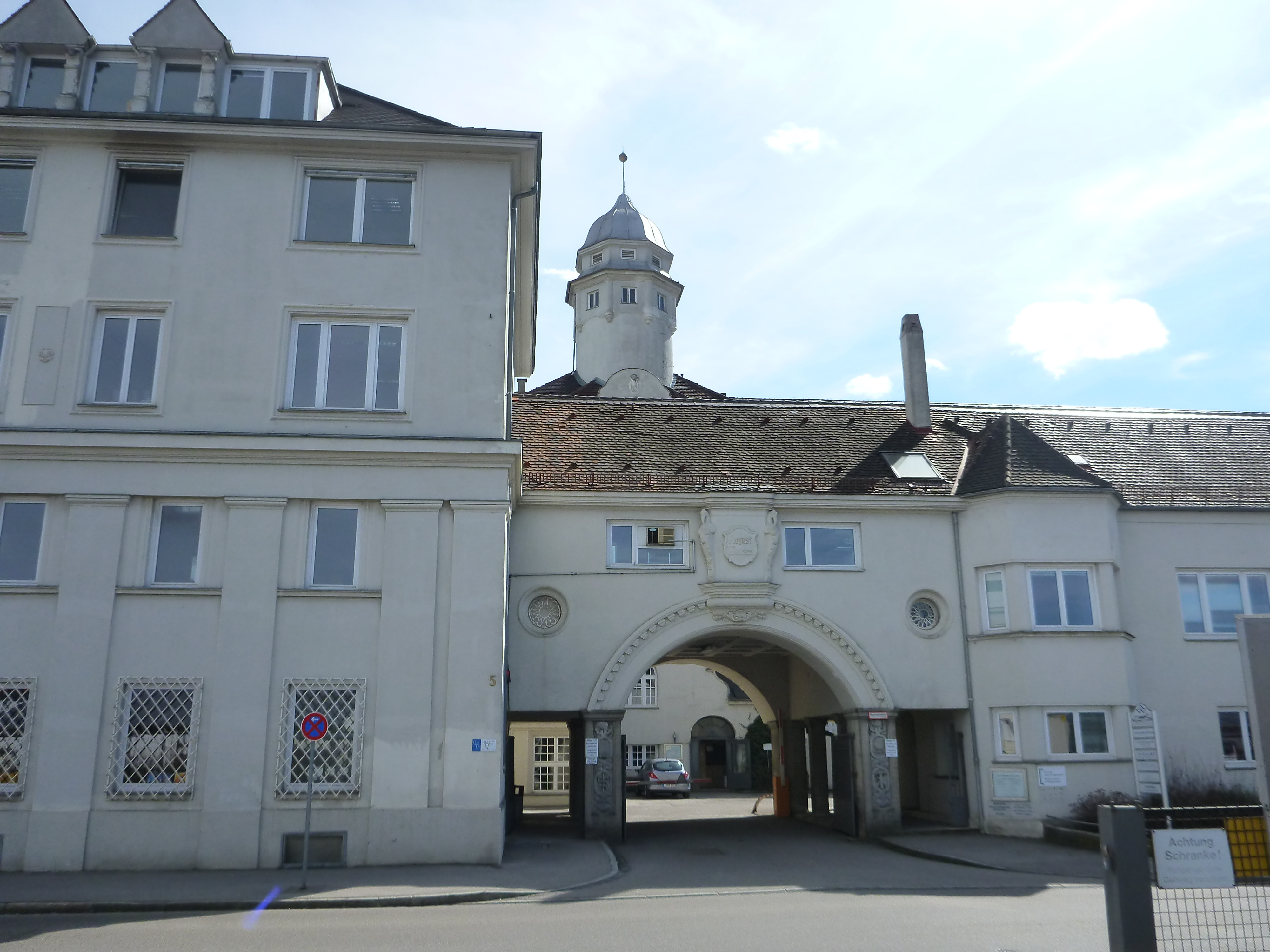
Eingang der früheren Schuhfabrik Berneis-Wessels, August-Wessels-Straße in Augsburg-Oberhausen

In der südlich gelegenen Schubertstraße wurden von Wessels Arbeiterwohnhäuser erbaut. Die ehemalige Fabrik und die darum gebauten Wohnhäuser prägen diesen Stadtteil bis heute.
Um 1900 war die Fabrik die „größte deutsche Spezialfabrik für Sandalen, Leinen- und Sportschuhe“. Zwischen 1903 und 1912 wurde die Fabrik nochmals erweitert und das Gebäude auf seine heutige Größe ausgebaut. In den 1920er-Jahren wurde die Fassade weiter aufgestockt und erneuert. Als Architekten waren hier Jean Keller, Eduard Rottmann und Philipp Jakob Manz tätig. 
1911 gründete Wessels eine Zweigniederlassung in Berlin und wandelte die Firma in eine AG um, ab 1912 produzierte er auch Lederschuhe, zeitweise waren bis zu 1000 Beschäftigte in Wessels’ Unternehmen beschäftigt. 1921 fusionierte das Unternehmen mit den „Fränkischen Schuhfabriken Nürnberg“ und hieß danach „Vereinigte Schuhfabriken Berneis-Wessels AG“. 1923 schied Wessels aus dem Unternehmen aus, er gründete in Lechhausen eine eigene Fabrik „August Wessels Original“. 1931 übernahm er nach drohender Stilllegung die alte Fabrik wieder in der Form einer GmbH. In den beiden Weltkriegen war er jeweils für die Heeresverwaltung tätig. 1945 trat Dietrich Bahner senior als Teilhaber ein. 1952 starb Wessels.

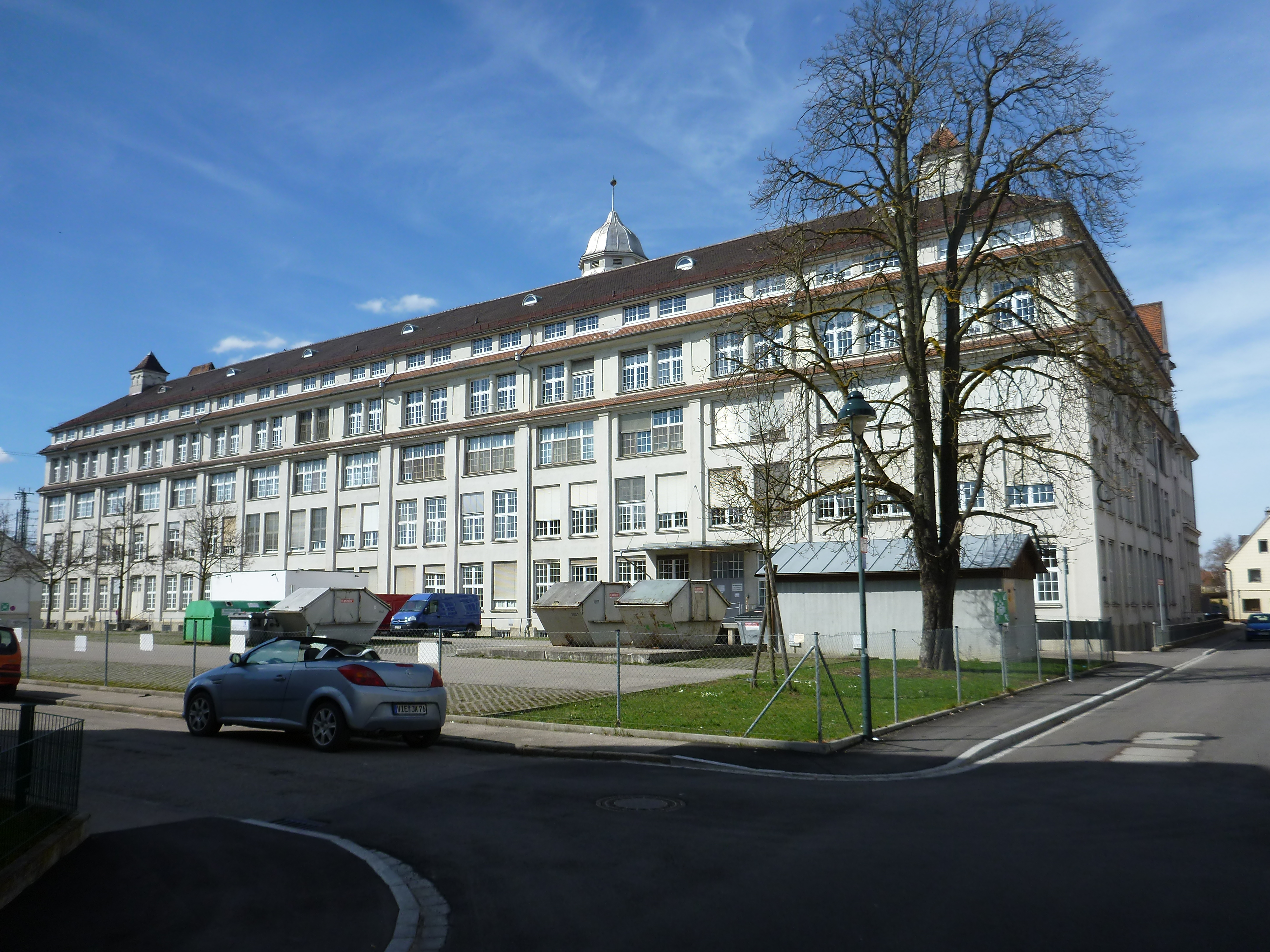
Südansicht der Fabrik

## Weitere Geschichte der Fabrik
1965 hatte die Firma 2500 Mitarbeiter, danach setzte jedoch ein rasanter Niedergang ein, die Gewerbeabmeldung erfolgte 1968. Die Fabrik wurde von der Romika-Gruppe übernommen, die Belegschaft fiel jedoch weiter, 1975 etwa auf 522. Anfang 1982 wurde der Standort stillgelegt und die 425 Mitarbeiter entlassen.

## Familiengrab von August Wessels
August Wessels wurde auf dem Protestantischen Friedhof Augsburg beerdigt. Im Januar 2018 wurde der Antrag eines Enkels auf ein Ehrengrab für Wessels von der Stadt Augsburg nach umfangreichen Prüfungen abgelehnt, auch weil Wessels schon mit einer Straßenbenennung geehrt wurde. Die Nachkommen Wessels waren nicht mehr in der Lage, eine Pflege des Grabes zu übernehmen. Kurz darauf kam es zu einer Initiative der Friedhofsverwaltung des Protestantischen Friedhofs, die zusammen mit einer Gärtnerei und einem Steinmetzbetrieb eine Pflege des Grabes übernehmen will.